# Moratorium
In het recht is een moratorium (afkomstig van het Latijnse morari, uitstellen) een  rechtsmiddel, waarbij het crediteuren voor een bepaalde tijd onmogelijk wordt gemaakt om, ten behoeve van de betaling van schulden, zich te verhalen op het vermogen van de debiteur. Dit kan betrekking hebben op natuurlijke personen en rechtspersonen, maar ook op landen.
De term wordt ook gebruikt om aan te geven dat een land de uitvoering van een bepaalde wettelijke regeling heeft opgeschort. Dit wordt vaak gebruikt om aan te geven dat de uitvoering of zelfs uitspreken van de doodstraf is opgeschort. Zo heeft bijvoorbeeld Rusland  sinds februari 1999 door een uitspraak van het constitutionele hof een feitelijk moratorium op het uitspreken van de doodstraf, hoewel de mogelijkheid daartoe formeel nog niet uit het Russisch strafrecht is verdwenen.
Meer in het algemeen betekent de term moratorium een algemeen uitstel of een tijdelijke opschorting. Bijvoorbeeld: nucleair moratorium of kernstop: In 2012 ging het regime in Noord-Korea akkoord met een moratorium op het lanceren van langeafstandsraketten en op zijn nucleaire activiteiten.

## Ontwikkelingspsychologie
In de ontwikkelingspsychologie wordt de door Erik Erikson bedachte term psychosociaal moratorium gebruikt als een periode van uitgestelde verantwoordelijkheden. Ten tijde van de adolescentie zijn jongeren vaak in staat om te experimenteren; nieuwe dingen proberen, zonder dat daar direct consequenties aan gebonden zijn.
Een seksueel moratorium is het uitstellen van een vaste relatie en daarbij krijgen mensen dus ook op latere leeftijd kinderen.